# Torture au bambou

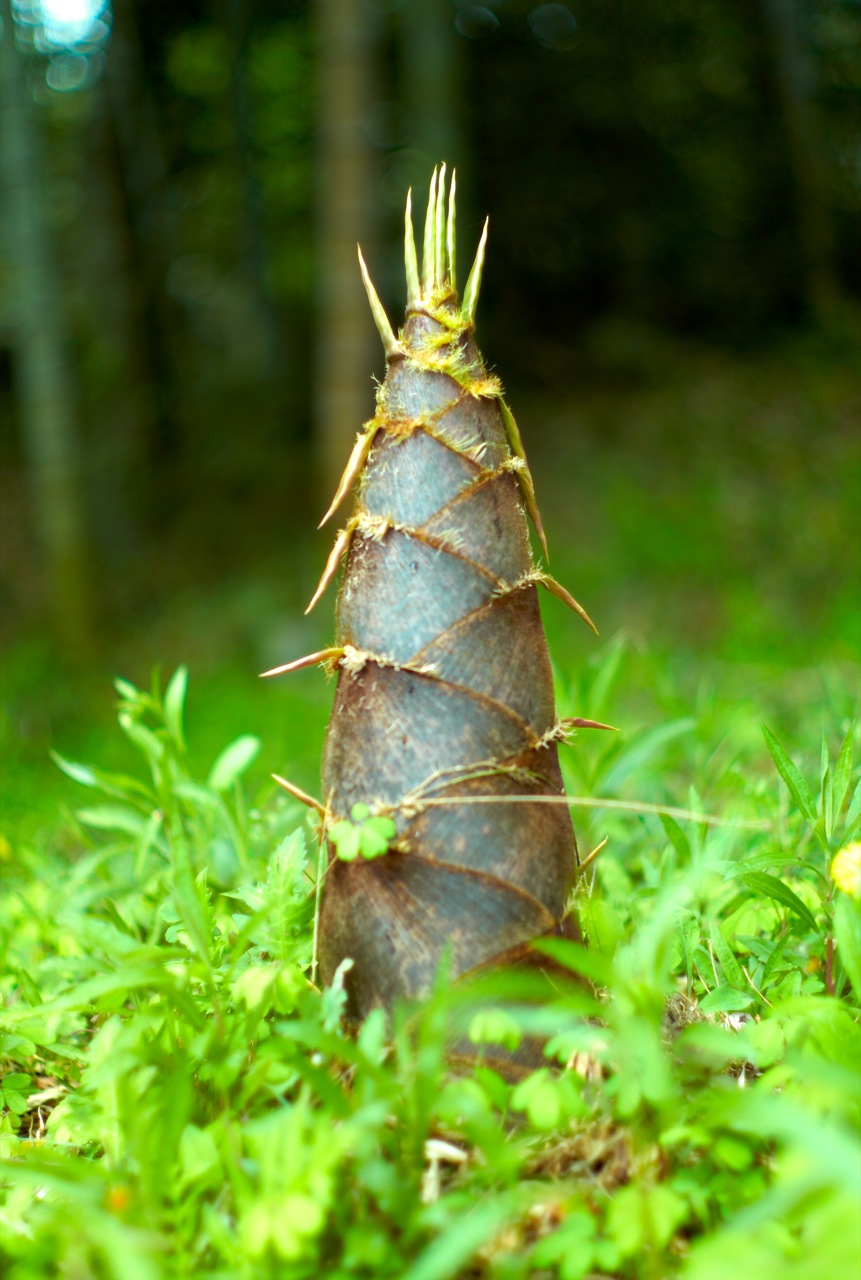
Une pousse de bambou. Certaines espèces peuvent pousser à une vitesse de 4 cm par heure.

La torture au bambou est une forme de torture et d'exécution où une pousse de bambou pousse à travers le corps d'une victime, le transperçant petit à petit. 
Elle aurait été utilisée dans des pays d'Asie de l'Est et du Sud tels que la Chine, l'Inde et surtout le Japon, mais aucune preuve fiable de son utilisation n'a été trouvée.

## Apparition
Un « civil de Madras », dans sa description de voyage dans l'Inde des années 1820, fait référence à cette utilisation du bambou comme une punition bien connue à Ceylan. L'utilisation d'arbres vivants empalant les gens au fur et à mesure de leur croissance est notée au XIXe siècle, lorsque les Siamois utilisent des pousses de palmier nipah de la même manière que la torture au bambou sur les Malais lors de l'invasion siamoise de Kedah en 1821, entre autres punitions,,.   
Après la Seconde Guerre mondiale, des histoires circulent au sujet de soldats japonais infligeant une « torture au bambou » à des prisonniers de guerre alliés, attachant solidement la victime en place au-dessus d'une jeune pousse de bambou. Pendant plusieurs jours, la pousse pointue et à croissance rapide perfore d'abord, puis pénètre complètement le corps de la victime, pour finalement émerger de l'autre côté.  Dans ses mémoires Hakka Soul, la poétesse et auteure chinoise Woon-Ping Chin mentionne la « torture du bambou » comme l'une des tortures que les habitants croyaient que les Japonais infligeaient aux prisonniers. 
Le casting de l'émission télévisée MythBusters enquête sur la torture du bambou dans un épisode de 2008 et découvre qu'une pousse de bambou peut passer à travers plusieurs centimètres de gélatine balistique en trois jours. À des fins de recherche, la gélatine balistique est considérée comme comparable à la chair humaine, et l'expérience soutient donc la possibilité de cette forme de torture, mais pas son exactitude historique,.  
Dans le tome 1 de la bande dessinée Hercule Potiron, La meilleure façon de mourir, l'assassin tue l'une des victimes en la plaçant sur un bambou en croissance qui finit par lui percer le thorax.